# Occlusion totale chronique d'une artère coronaire
Pour les articles homonymes, voir CTO.
Wikipédia ne donne pas d'avis médical : seul un professionnel (médecin, pharmacien, etc.) est habilité à le faire.
Une occlusion totale chronique d'une artère coronaire (OCT ou CTO en anglais) correspond à une interruption complète du flux sanguin antérograde d'une artère coronaire à la coronarographie (correspondant à un flux TIMI (Thrombolysis in myocardial infarction) zéro) alors que cette obstruction est présente depuis au moins trois mois.
Il s'agit donc d'un cadre différent d'un infarctus du myocarde à la phase aiguë.
Le traitement pose la question d'une revascularisation par angioplastie ou par pontage aorto-coronaire dont la décision dépend des symptômes et de la présence ou non d'une viabilité.

## Symptômes
L'occlusion chronique est découverte au cours d'une coronarographie. Cette dernière peut être motivée par l'exploration d'une angine de poitrine, d'une insuffisance cardiaque ou la découverte d'une ischémie myocardique lors d'un test diagnostique. Il semble qu'une occlusion chronique se manifeste plus fréquemment par un essoufflement (témoignant d'une insuffisance cardiaque) que par une douleur thoracique évocatrice d'un angor.
Si l'occlusion est isolée, les autres artères coronaires étant indemnes, les symptômes sont rattachées à l'occlusion qui doit être traitée.
Si l'occlusion n'est pas isolée, avec présence de sténose significative sur au moins l'une des autres artères, l'imputabilité des symptômes à l'occlusion doit être prouvée par un test diagnostique à valeur topographique (échographie de stress, scintigraphie myocardique à l'effort ou sous dipyridamole, voire IRM cardiaque de stress)

## Statistiques
Une occlusion chronique est retrouvée dans un cinquième des coronarographies anormales et concerne dans la moitié des cas la coronaire droite. Un antécédent d'infarctus est loin d'être constant et la fonction systolique est normale dans la moitié des cas. Elle est dépistée dans moins de 2 % des coroscanners. Ce dernier examen étant plus large d'utilisation puisque souvent employé comme dépistage, cela explique un taux bien plus faible.
La revascularisation des occlusions chroniques représente environ 2 à 5 % de toutes les angioplasties coronariennes.

## Estimation de la viabilité myocardique
En l'absence de viabilité du muscle cardiaque concerné par l'artère occluse, l'intérêt de la revascularisation reste discuté.
Cette estimation peut être faite lors d'une échographie de stress où le segment de muscle, initialement immobile (akinétique), acquiert une contraction sous de petites doses de dobutamine. Elle peut être également estimée lors d'une scintigraphie myocardique ou lors d'une imagerie par résonance magnétique.

## Traitement
Les indications de revascularisation ont fait l'objet de la publication de recommandations américaines dont la dernière mise à jour date de 2012.
Les avantages de revasculariser une occlusion chronique par angioplastie serait, en cas de viabilité du muscle concerné par l'artère occluse ou de symptômes attribuées à cette occlusion d'améliorer la survie du patient à long terme, d'améliorer le fonctionnement du ventricule gauche, d'améliorer la tolérance aux futures occlusions coronaires et de diminuer le besoin futur d’effectuer un pontage coronarien.
Les occlusions chroniques sont généralement traitées à l'aide d'un angioplastie à ballonnet avec, le plus souvent, pose d'un stent. Afin de pouvoir perforer la lésion pour ensuite la dilater, le cathéter est amené au niveau de l'occlusion à l'aide d'un guide fil possédant une rigidité distale importante.
Les cathéters à ballonnet utilisés possèdent un profil bas (ballons de 1,25 mm de diamètre) afin de passer facilement dans la lumière créée par le fil guide. La procédure est sensiblement plus longue que lors d'une angioplastie classique avec des doses de rayons supérieures, un taux d'échec de 40% et un peu plus d'accidents.
Que le patient bénéficie ou non d'une revascularisation, la mise sous antiagrégants plaquettaires et sous statines s'impose, comme pour toute coronaropathie.

### Résultats
L'occlusion peut être levée dans environ deux tiers des cas par une angioplastie, avec dans ce cas, une amélioration de la survie. Le taux de succès tend à augmenter avec l'expérience de l'opérateur mais certaines lésions ont un taux de réussite moindre.
Le taux de complication reste faible, même s'il est un peu plus important si la procédure est tentée par voie rétrograde (chez un patient ponté).